# Pukkisaari (ö i Södra Savolax, S:t Michel, lat 61,45, long 28,07)
Pukkisaari är en ö i Finland. Den ligger i sjön Saimen och i kommunen Puumala i den ekonomiska regionen  S:t Michel och landskapet Södra Savolax, i den södra delen av landet, 220 km nordost om huvudstaden Helsingfors. Öns area är 5 hektar och dess största längd är 350 meter i öst-västlig riktning.